# 渡邊太太
渡邊太太（英語：Mrs Watanabe）是一個經濟學術語，指的是以進行借貸利率低的日圓，兌換成外幣後向海外高利資產投資做為理財持家手段的炒匯散戶。此名詞起源於英國《經濟學人》，由於渡邊是一個常見的日本姓氏，而有一部分炒匯散戶為家庭主婦，《經濟學人》便以渡邊太太來稱呼這些進行外匯操作的個人投資者。2007年二月全球股市暴跌，外界認為就是渡邊太太所造成。除了實體貨幣，渡邊太太也可能投資比特幣等虛擬貨幣。